# Burg La Hunaudaye

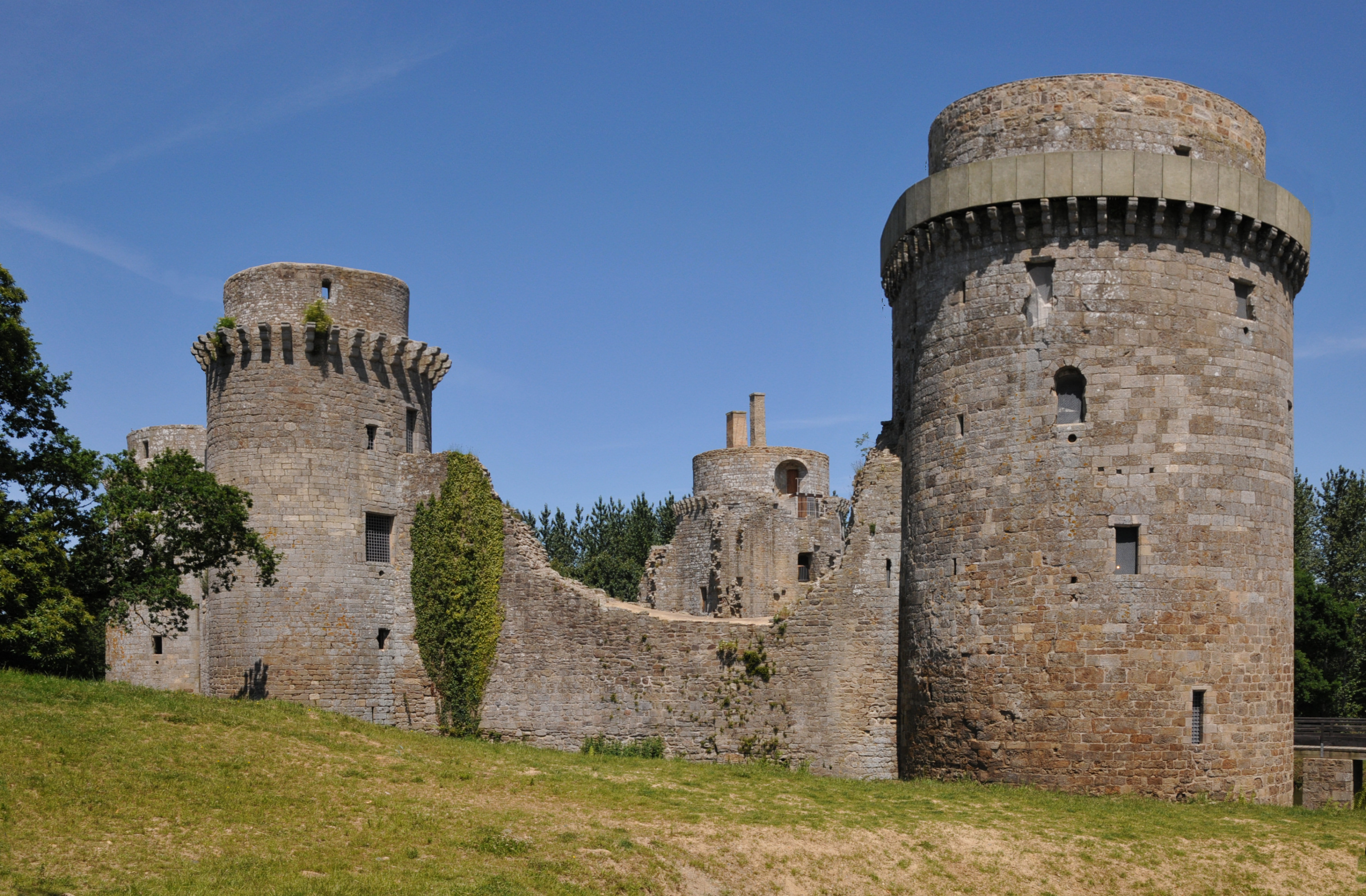
Die Burgruine La Hunaudaye von Südwesten

Die Ruine der Burg La Hunaudaye  (französisch Château de la Hunaudaye) steht auf dem Gebiet der französischen Gemeinde Plédéliac im bretonischen Département Côtes-d’Armor. Sie kann von Anfang April bis Anfang November gegen Entgelt besichtigt werden.
Die Burg wurde im 13. Jahrhundert durch Gefolgsleute des Herzogs der Bretagne zur Grenzsicherung errichtet. Nachdem sie 1341 während des bretonischen Erbfolgekriegs zerstört worden war, begann Pierre Tournemine Ende des 14./Anfang des 15. Jahrhunderts mit dem Wiederaufbau. Während der Renaissance wurde der Wohnbau der Burg (Logis) den gehobeneren Ansprüchen an Wohnkomfort angepasst, ehe die Anlage während der Französischen Revolution geplündert und entwehrt wurde.
Seit dem 18. Februar 1922 steht die Ruine als Monument historique unter Denkmalschutz. Am 27. November 1930 folgte die Aufnahme des gesamten Burgareals in die Liste der klassifizierten Denkmale.

## Geschichte
Olivier (de) Tournemine errichtete mit Erlaubnis des Herzogs Pierre Mauclerc im Jahr 1220 eine erste Burganlage an der heutigen Stelle. Sie sollte die östliche Grenze der Grafschaft Penthièvre gegen die Grafschaft Dinan sichern. Von dieser ersten Anlage sind heute nur noch wenige Reste vorhanden, denn sie wurde während des bretonischen Erbfolgekriegs 1341 von englischen Soldaten und Truppen Jean de Montforts angegriffen und fast vollkommen zerstört. Pierre (de) Tournemine begann Ende des 14. oder Anfang des 15. Jahrhunderts mit einem Wiederaufbau, bei dem die Reste zweier noch vorhandener Türme durch drei neue Wehrtürme ergänzt und mit neuen Kurtinen zu einer Ringmauer verbunden wurden. An drei der Mauern schlossen sich an der Innenseite Wohn- und Wirtschaftsgebäude an.

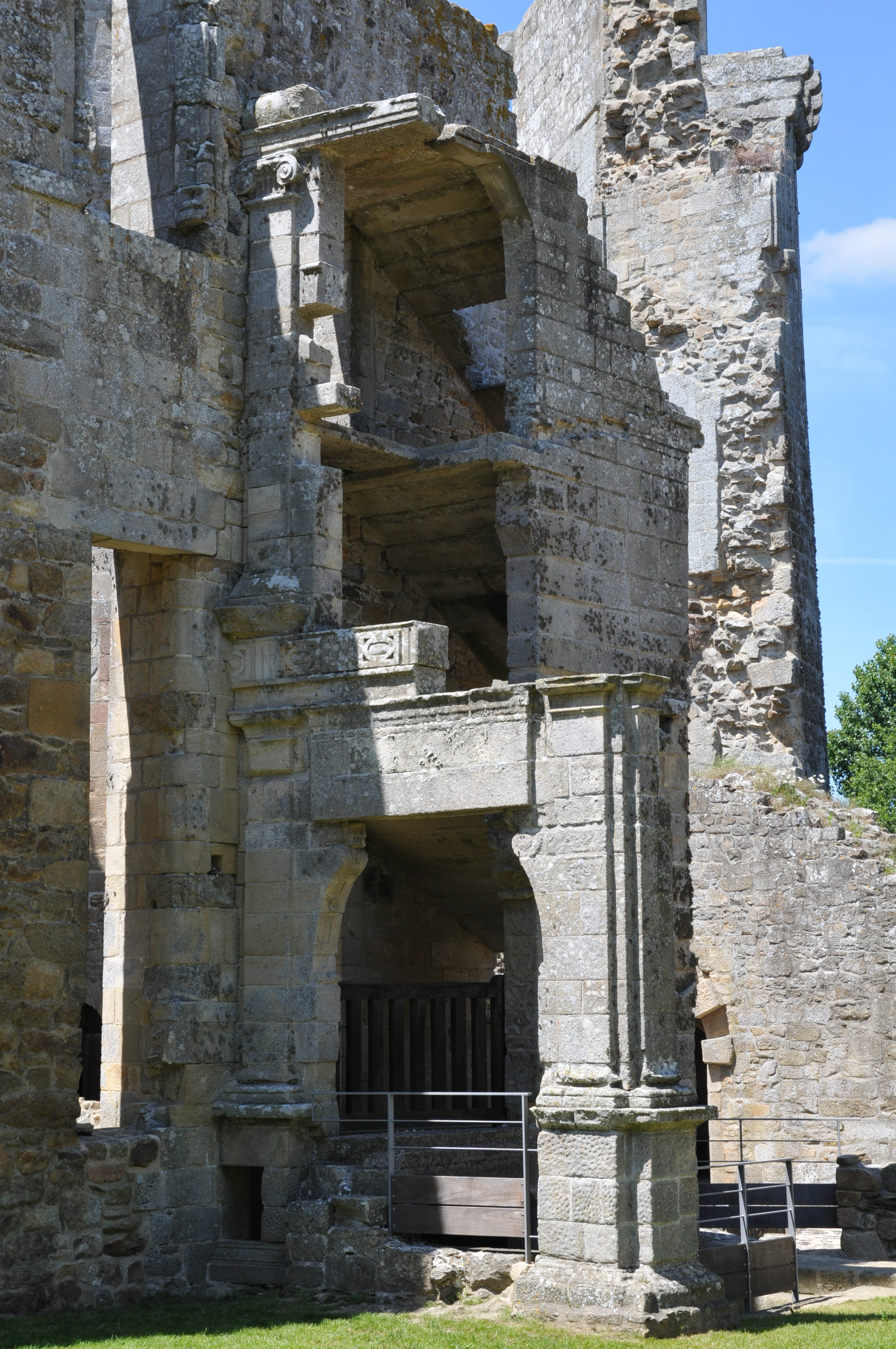
Das Treppenhaus ist der jüngste Teil der Burg.

Von den Kämpfen und den damit verbundenen Schäden während der französischen Religionskriege blieb La Hunaudaye im Gegensatz zu vielen anderen Burgen und Schlössern verschont, weil die gegnerischen Parteien eine Neutralität der Burg anerkannten und sie nicht angriffen.
Zu Beginn des 17. Jahrhunderts ließ der damalige Besitzer Sébastien de Rosmadec einen Teil des heute noch sichtbaren Logis’ im Stil der Renaissance errichten. Davon zeugt noch die Ruine eines Treppenhauses, das die verschiedenen Geschosse des Gebäudes miteinander verband. Diese Bauarbeiten waren die letzten, die an der Anlage vorgenommen wurden, danach wurde sie immer mehr vernachlässigt. Im Jahr 1631 kam sie an die Familie Rieux und 1783 an die Familie La Moussaye-Carcouët, die sie schon ein Jahr später an die Grafen von Talhouët weiterverkaufte.
Während der Französischen Revolution geplündert und ihrer wehrhaften Elemente beraubt, ließ der Eigentümer die ehedem schon beschädigte Burg 1793 in Brand setzen, um zu verhindern, dass sie in die Hände der Chouans fiel. Danach wurde sie im 19. Jahrhundert als Steinbruch genutzt, weshalb viel der damals noch vorhandenen Bausubstanz in jener Zeit endgültig verschwand. Durch den schlechten Zustand der Reste stürzten 1922 die nördliche Ringmauer und der nordwestliche Turm ein. Der Staat kaufte die heruntergekommene Anlage 1930 und ließ ab 1932 erste Restaurierungen vornehmen. Es folgten weitere Sicherungsmaßnahmen während des 20. Jahrhunderts. Letzte Restaurierungsarbeiten fanden in der Zeit von 2005 bis 2008 statt, ehe die Burgruine im Februar 2008 Eigentum des Conseil géneral des Départements Côtes-d’Armor wurde.

## Beschreibung
Die Burgruine steht auf einer Insel, die von einem breiten Wassergraben umgeben ist. Zugang gewährt auch heute noch eine Zugbrücke. Die Burg besitzt einen unregelmäßigen, fünfeckigen Grundriss, dessen Ecken durch Rundtürme mit bis zu vier Geschossen markiert werden. Der westliche und der südöstliche Eckturm stammen aus dem 13. Jahrhundert, während die drei übrigen neueren Datums sind und am Ende des 14. Jahrhunderts oder zu Beginn des 15. Jahrhunderts errichtet wurden. Die Türme sind durch Kurtinen miteinander verbunden und bilden so eine polygonale Ringmauer. Keiner der Türme diente als Donjon, obwohl sie zum Teil fast vier Meter dicke Mauern aufweisen. Ihre Obergeschosse sind durch Treppen in der Mauerstärke erschlossen.

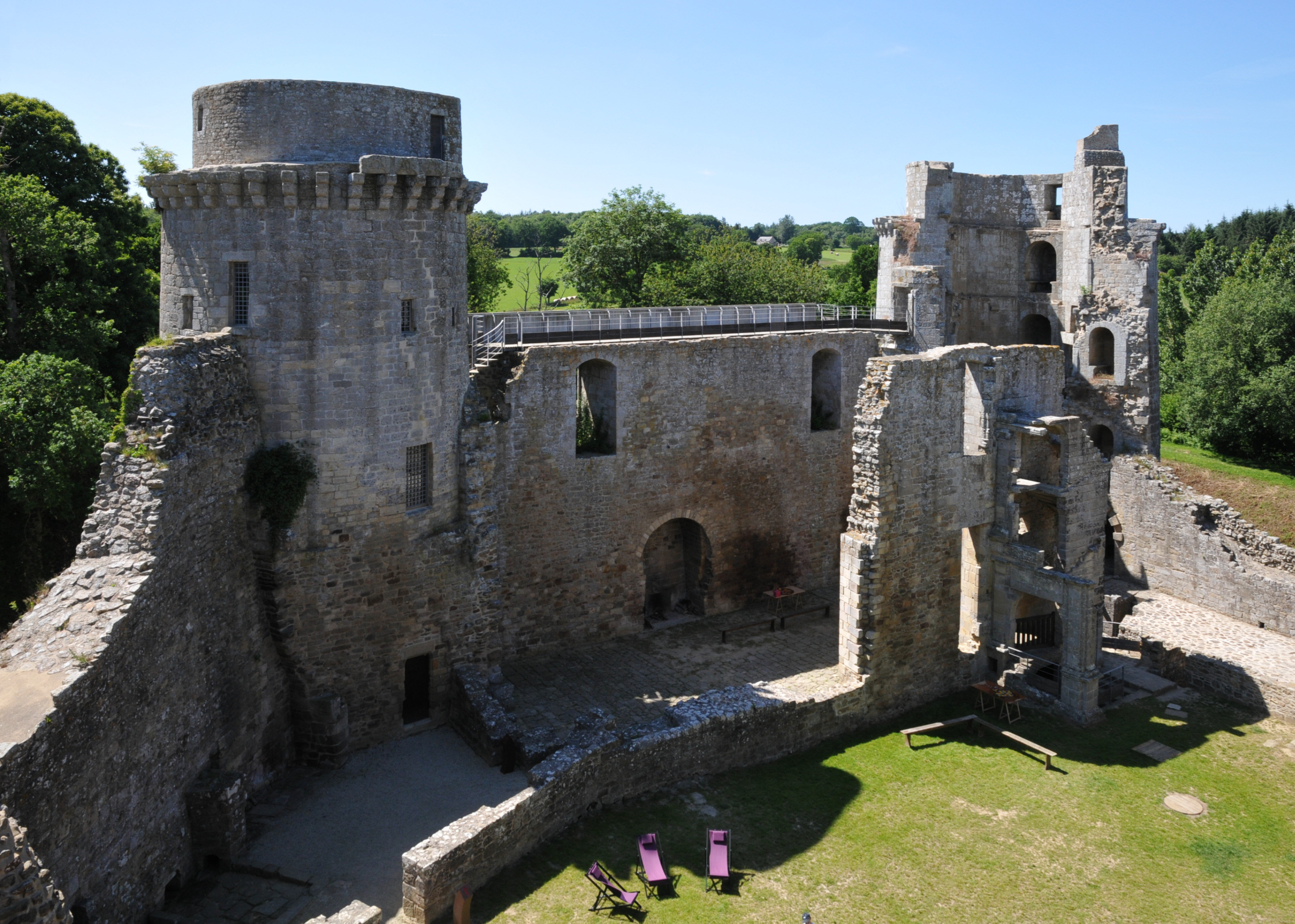
Innenansicht der Westseite

An der Westseite der Anlage steht die Ruine eines Wohnhauses (Logis), das sich von innen an die Ringmauer anlehnt und im Untergeschoss einen Gewölbekeller besitzt. Davon zu sehen sind heute noch die Reste eines 18 Meter langen Festsaals mit großem Kamin und die Reste eines Treppenhauses aus der Zeit der Renaissance. Dessen Eingangstür ist mit aufwändigem Skulpturenschmuck versehen, wie zum Beispiel dem Relief einer Säule mit ionischem Kapitell. Außerdem sind noch Teile der einstigen Küche, unter anderem ein Waschbecken und der Küchenkamin, sowie ein Backofen vorhanden.
Sämtliche Bausubstanz besteht aus Granit, wobei sowohl Bruchstein als auch Haustein als Material zum Einsatz kam.
In der Vergangenheit wurde aufgrund von Reliefs mit religiösen Motiven im Südost-Turm angenommen, dass sich dort eine Burgkapelle befunden habe. Mittlerweile geht man jedoch davon aus, dass der Turm vielmehr als Verlies gedient hat und einige Mönche die dortigen Reliefs während ihrer Gefangenschaft angefertigt haben.